# Primo Levi
Ne doit pas être confondu avec Primo Levi (journaliste).
Pour les articles homonymes, voir Levi.
Œuvres principales
- Si c'est un homme (1947)
- La Trêve (1963)
- Le Système périodique (1975)
- La Clé à molette (1978)
- Maintenant ou jamais (1982)
- Les naufragés et les rescapés (1986)

Primo Levi, né le 31 juillet 1919 à Turin et mort le 11 avril 1987 dans la même ville, est un écrivain et docteur en chimie italien rendu célèbre par son livre Si c'est un homme, dans lequel il relate son emprisonnement au cours de l'année 1944 dans le camp de concentration et d'extermination d'Auschwitz-Monowitz.
Juif italien de naissance, chimiste de profession et de vocation, il entre dans une carrière d'écrivain orientée par l'analyse scientifique de cette expérience de survivant de la Shoah, dans le but de montrer, retranscrire, transmettre, expliciter. Il est l'auteur d'histoires courtes, de poèmes et de romans.

## Biographie

### Une jeunesse sous le fascisme

#### Enfance judéopiémontaise (1919-1930)

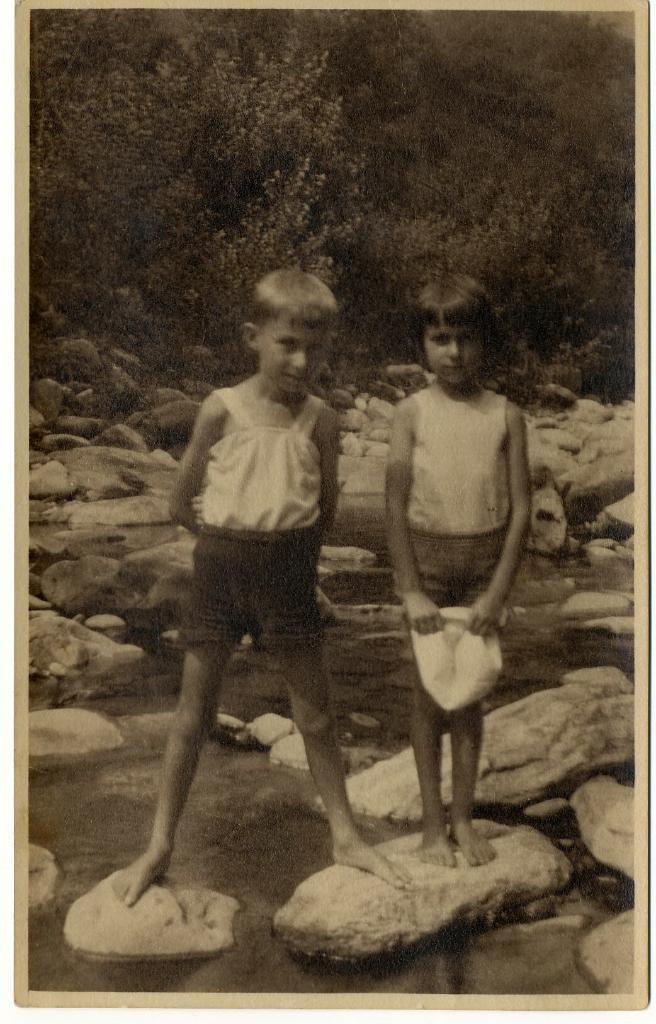
Primo Levi aux côtés de sa sœur Anna Maria à Torre Pellice en 1927.

Primo Levi naît dans le quartier de la Crocetta à Turin le 31 juillet 1919, dans une famille juive de la moyenne bourgeoisie. De ses origines séfarades, il retient le dialecte laaz, qu'il qualifie de langue hybride, tout à fait comparable au yiddish par son évolution, et surtout les figures de ses ancêtres dont les attitudes et paroles sont devenues proverbiales. Conservant les traditions, comme les fêtes juives, il leur arrivait, assez fréquemment, d'enfreindre avec plus ou moins de remords les lois de la cacheroute.
Son père Césare, ingénieur, travaille pour la firme Ganz, et passe beaucoup de temps en Hongrie, où la firme est basée. C'est un lecteur avide. Sa mère, Ester « Rina » Luzzati (1895-1988) a fait ses études à l'Istituto Maria Letizia, est elle aussi friande de livres, parle couramment le français et joue du piano. Leur mariage avait été arrangé par le père de Rina, qui leur offrit la « maison familiale », un appartement sis au 75 du distingué corso Re Umberto, maintes fois évoquée dans l'œuvre de Primo Levi, où il naquit, vécut la plus grande partie de sa vie et mourut. Sa sœur, Anna Maria, dont il fut proche toute sa vie naît en 1921. Cesare rejoint alors le Parti fasciste italien.
En 1923, Primo entre à l'école primaire Felice Rignon à Turin. De constitution délicate, il n'est pas à l'aise avec son corps mais excelle sur le plan scolaire. Son état de santé lui impose de longues absences, durant lesquelles son instruction se fait à domicile par les bons soins d'Emilia Glauda puis Marisa Zini, la fille du philosophe Zino Zini. Il passe ses étés avec sa mère dans les vallées au sud-ouest de Turin, où Rina loue une ferme. Son père prétexte ne pas goûter la vie campagnarde pour demeurer à Turin, où il peut s'adonner librement à ses infidélités.

#### Adolescence (1930-1938)
En septembre 1930, Primo Levi entre avec un an d'avance au gymnase Royal Massimo d'Azeglio, où il rencontre Charlotte Poulin, et est alors dispensé l'ensemble de l'enseignement secondaire. Étant le plus jeune, le plus petit et le plus intelligent de sa classe, en plus d'être le seul Juif, il est l'objet privilégié des brimades de ses camarades. Moins par conviction que par respect des traditions, il suit une formation de deux ans au Talmud Torah de Turin afin de pouvoir chanter à la synagogue lors de sa Bar Mitzvah, laquelle a lieu en août 1932.
En 1933, il est inscrit, comme cela est alors devenu quasiment obligatoire pour les jeunes Italiens, dans le mouvement des Avanguardisti des jeunesses fascistes. Il parvient à éviter les exercices de maniement du fusil en rejoignant la division de ski, ce qui lui permet de passer chaque samedi de la saison d'hiver sur les pentes au-dessus de Turin. Adolescent, Primo Levi souffre d'infections pulmonaires à répétition, qui ne l'empêchent néanmoins pas de manifester du goût pour les activités physiques. Il participe à des compétitions d'athlétisme clandestines organisées par des amis dans un stade de sport abandonné.
En juillet 1934, à l'âge de quatorze ans, il présente l'examen d'admission au lycée classique Massimo d'Azeglio, où se poursuit l'enseignement du gymnase et y est reçu en candidat libre. Les professeurs de ce lycée sont connus pour leur antifascisme affirmé. Parmi ceux-ci, Norberto Bobbio et, pendant quelques mois, Cesare Pavese, qui deviendra l'un des romanciers les plus connus d'Italie. Bien que n'étant plus le seul Juif de sa promotion, Primo Levi demeure la bête noire de ses condisciples. En lisant Concerning the Nature of Things de William Henry Bragg, il se découvre une vocation de chimiste. Il souhaite, grâce à cette science, découvrir les secrets du monde. Levi est diplômé de l'école en 1937, mais mis en cause pour avoir ignoré une convocation de la Marine royale italienne la semaine précédant ses examens, et peut-être pour des raisons d'ordre antisémite, il devra repasser son diplôme, à la fin de l'été 1938.

#### Étudiant catégorisé (1938-1941)
En octobre de la même année 1938, il s'inscrit à l'université de Turin, pour étudier la chimie. Au terme d'un examen écrit, Primo Levi fait partie des vingt candidats, sur quatre-vingts, à être admissible et devoir passer l'épreuve orale. Il n'est admis qu'en février après avoir suivi le cursus de chimie à plein temps.
Bien que l'Italie soit un pays fasciste et que ce régime promulgue des lois antisémites, il n'y a pas de véritables discriminations envers les Juifs dans les années 1930. La communauté juive italienne est historiquement l'une des plus assimilées par son pays d'accueil, et les Italiens non-Juifs, sans particulièrement les apprécier ni farouchement les détester, ignorent ou contournent toute loi raciale, par esprit d'opposition aux Allemands qui inspirent ces lois au régime fasciste de plus en plus dépendant du Reich. Cependant, en 1938, le gouvernement fasciste déclare que les Juifs sont une impureté au sein du peuple italien, et promulgue en juillet de cette année des lois raciales, dont l'une a pour effet de restreindre, avant d'interdire totalement aux citoyens juifs, de s'inscrire dans les écoles publiques. Toutefois, les Juifs ayant déjà entamé leurs études sont autorisés à les poursuivre, ce qui est le cas de Primo Levi.
En 1939, Primo Levi commence à pratiquer activement la randonnée en montagne, que lui apprend son ami Sandro Delmastro, futur héros de la lutte partisane. Tous deux passent de nombreux weekends sur les montagnes au-dessus de Turin. L'exercice physique, le risque, la lutte contre les éléments lui fournissent une soupape de décompression par rapport à toutes les frustrations qu'il rencontre dans la vie. S'ajoutent bientôt à celles-ci les bombardements de Turin, qui commencent quelques jours après que l'Italie a déclaré la guerre à la Grande-Bretagne et à la France, ainsi que le cancer du côlon qui se déclare chez son père et le cloue au lit.
Du fait de la montée croissante du fascisme, et des lois antisémites, Primo Levi éprouve de fortes difficultés à trouver un superviseur pour sa thèse de fin d'études, qui porte sur l'inversion de Walden, une étude sur l'asymétrie de l'atome de carbone. Finalement dirigé par le Docteur Nicolo Dallaporta, il obtient son diplôme pendant l'été 1941 avec la plus haute mention, ayant en outre soumis des mémoires sur le rayonnement X et l'énergie électrostatique. Cependant, comme son diplôme mentionne que le docteur Primo Levi est « de race juive », les lois raciales ne lui permettent pas de trouver d'emploi approprié.

#### Deux expériences professionnelles (1941-1943)
En décembre 1941 son ancien appariteur, Caselli, lui obtient un poste dans une mine d'amiante de San Vittore. Le projet dont il a la charge est d'analyser la teneur en nickel des résidus de la mine et d'en optimiser l'extraction, un défi qu'il accepte avec plaisir, bien qu'il se doute qu'en cas de succès, il contribuera à l'effort de guerre allemand, qui a besoin de nickel pour son industrie d'armement. Pour cause de secret militaire, Primo Levi doit travailler sous un faux nom, avec de faux papiers. C'est au cours de son séjour à la mine qu'il rédige ses deux premières histoires courtes, qui seront réintégrées bien des années plus tard dans Le Système périodique. En mars 1942, tandis qu'il travaille à la mine, son père Cesare Levi meurt.
En juin 1942, la situation ne pouvant évoluer davantage à Turin, Primo Levi quitte la mine et tente sa chance à Milan. Il est recruté par la firme suisse de A. Wander sur un projet d'extraction d'un composé anti-diabétique d'extraits végétaux, sur la recommandation d'une ancienne camarade de l'université de Turin, les lois raciales ne s'appliquant pas aux compagnies suisses. Il devient cependant rapidement évident que le projet, s'appuyant sur les élucubrations dépourvues de fondement d'un scientifique proche du IIIe Reich, n'a aucune chance de réussir, mais qu'il n'est dans l'intérêt d'aucun employé que cela se sache.
Un an plus tard, à Turin, Primo Levi rencontre fréquemment un cercle d'amis juifs turinois, écrivant poème sur poème dans son désœuvrement.

### Deux traumatismes

#### Résistance (automne 1943)
La situation évolue brusquement en septembre 1943 lorsque Mussolini est démis de ses fonctions et que son successeur, le maréchal Pietro Badoglio, signe l'armistice avec les Alliés. Mussolini est rapidement libéré par les Allemands et installé à la tête de la République de Salò, un État fantoche d'une extrême violence dont le territoire se limite à la partie nord de l'Italie encore occupée par l'Allemagne. Les opposants au fascisme exhortent les Italiens à la révolte active.
Primo Levi rentre à Turin pour découvrir que sa mère et sa sœur se sont réfugiées à La Saccarello, leur maison de campagne située dans les collines entourant la ville. Ils embarquent tous pour le val d'Aoste. Arrivés à Saint-Vincent, ils trouvent à se cacher provisoirement. Se sachant repérés par les autorités, ils s'enfuient jusqu'à Amay dans le Col de Joux, étape sur la route qui conduit en Suisse. Ils se retrouvent là parmi de nombreux autres réfugiés alors que les mouvements de la Résistance italienne deviennent de plus en plus actifs dans la zone occupée. Primo Levi et quelques camarades prennent le chemin des alpages et rejoignent en octobre le mouvement partisan Giustizia e Libertà (trad. : Justice et Liberté), d'orientation libérale.
Inexpérimenté, son petit détachement de partisans, « les plus désarmés du Piémont et probablement les plus démunis », n'aurait pas été retenu par l'histoire si Primo Levi n'en avait été membre. Le groupuscule est infiltré par un agent des forces fascistes. Deux camarades, probablement innocents, sont soupçonnés et exécutés par surprise, chacun d'une balle dans la tête. Primo Levi sort de cet épisode « démoli et démoralisé, désireux de voir tout finir et de finir nous-mêmes ». Il restera rongé par ce « vilain secret », qu'il ne révélera qu'en 1975. L'infiltré appelle en renfort la milice fasciste et prend la tête d'une rafle. Le groupe est arrêté le 13 décembre 1943 à Brusson, dans le Val d’Aoste. Pour éviter d'être fusillé, Primo Levi « préfère déclarer sa condition de citoyen italien de race juive ». Il est donc transféré dans le camp d'internement des Juifs de Fossoli, près de Modène, où il demeure deux mois, puis il est déporté en février 1944 vers Auschwitz. Il est âgé de 24 ans.
Ces faits sont reportés dans le livre Partigia de l’historien Sergio Luzzatto en 2013, qui déclenche une polémique en Italie. L’auteur s’est basé sur un procès-verbal établi par la milice à la suite de l'interrogatoire d'un partisan. L'auteur indique lui-même que c’est un document « à prendre avec précaution ». Rien ne permet de savoir si Primo Levi a pris part à l’exécution des deux partisans. La Stampa publie alors un extrait du journal d’un curé, Adolphe Barmaverain, qui a vécu les événements — non pris en compte par Luzzatto —, donne une autre version des faits et contredit la version d’une exécution sans motifs. En effet, dans une entrée de « Demi-siècle de vie paroissiale à Brusson », Barmaverain fait mention du suicide d'une femme juive autrichienne à la suite de vexations et de menaces de la part de partisans.

#### Auschwitz (1944)

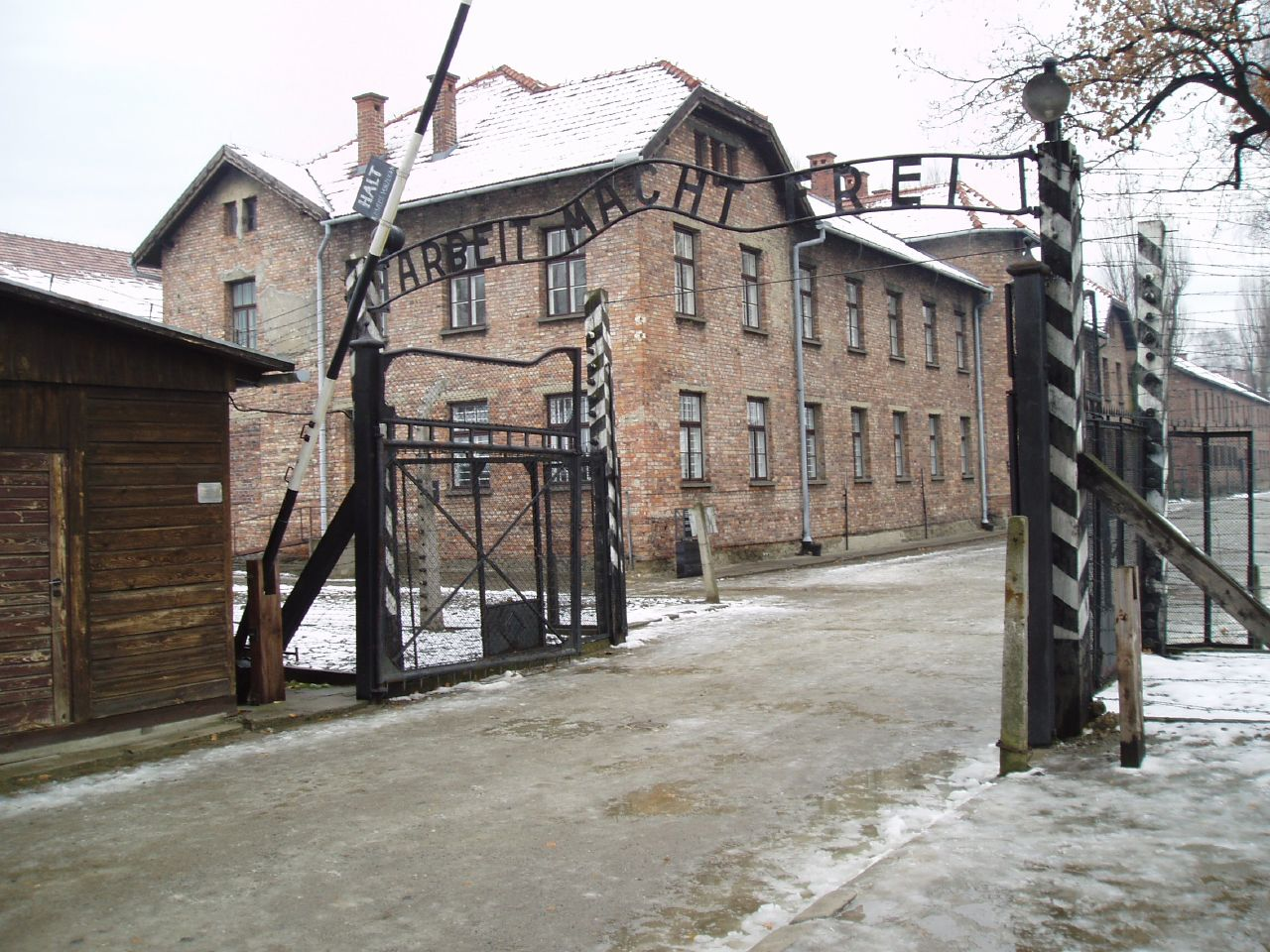
Entrée du camp d'extermination d'Auschwitz.

La déportation de Primo Levi dans le camp d'extermination d'Auschwitz est l'événement déterminant de sa vie, devenant le principal thème de son œuvre, mais aussi une à laquelle il mesure les événements ultérieurs de son existence.
Le 22 février 1944, les 650 « pièces » (dans le vocabulaire d'un camp, le terme allemand employé pour désigner les Juifs et les autres déportés était « Stück » : pièce, morceau) du camp de Fossoli sont transportées à Auschwitz dans douze wagons à bestiaux surchargés. L'espérance de vie d'un prisonnier ayant échappé à la Selektion, qui désigne d'emblée les personnes destinées à la chambre à gaz, est de trois mois. De ces 650 Juifs italiens, une vingtaine seulement reverront l'Italie.
Levi est assigné au camp de Monowitz, un des camps auxiliaires d'Auschwitz, dont la principale mission est de fournir la main-d'œuvre au chantier de construction d'une usine de caoutchouc synthétique appartenant à IG Farben, la Buna. Soumise à de nombreux bombardements, l'usine de la Buna n'entra jamais en activité.

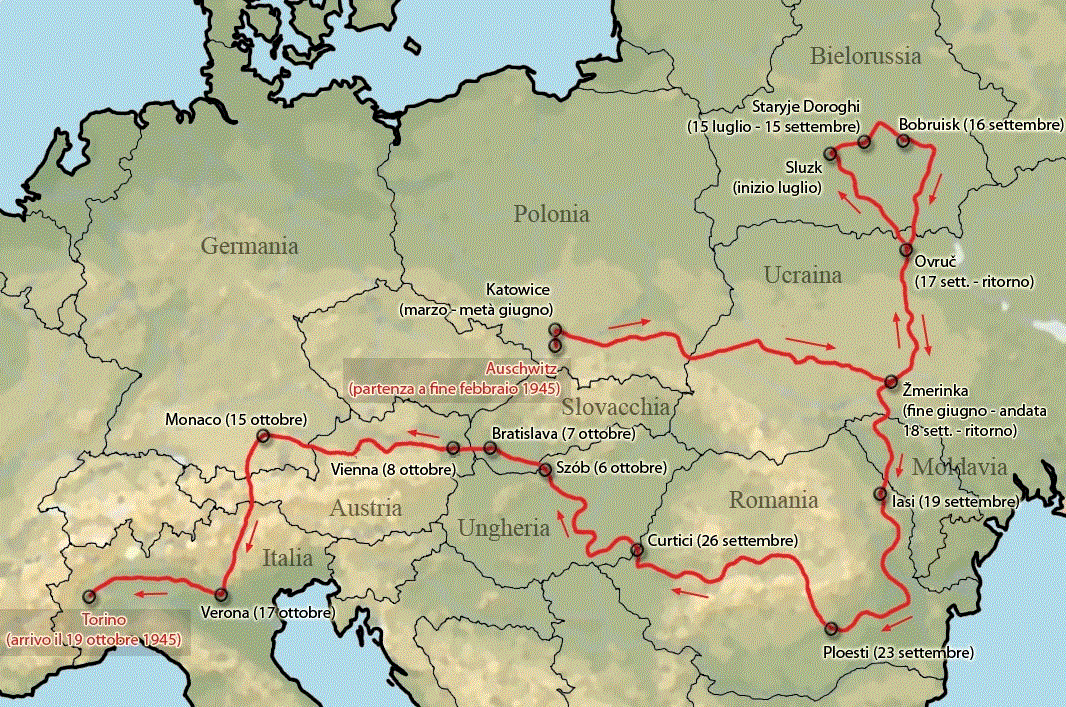
Itinéraire de retour de Primo Lévi depuis Auschwitz.

Levi attribue sa survie à une « concaténation de circonstances », entre autres pour avoir été déporté à une période où il avait été décidé de rallonger quelque peu la vie des prisonniers et d'arrêter les exécutions arbitraires. Possédant quelques notions d'allemand grâce à sa formation scientifique, il parvient — à l'aide d'un prisonnier italien plus expérimenté (qu'il paye en rations de pain) — à les développer et à s'orienter dans la vie du camp sans trop attirer l'attention des Prominente, les prisonniers privilégiés du système. Pendant de nombreux mois, dont l'hiver 1944, Levi manque de mourir d'épuisement, de froid et de faim avec les autres prisonniers, employés comme main d'œuvre « esclave » à des travaux forcés et au-dessus de leurs forces. À partir de novembre 1944, sa formation professionnelle lui permet d'obtenir un poste relativement privilégié d'assistant chimiste dans le laboratoire de l'usine de production de caoutchouc de la Buna. Surtout, il reçoit pendant plusieurs mois, de Lorenzo Perrone, un civil italien, maçon de son état, une ration de soupe et de pain, lui permettant de survivre jusqu'à l'évacuation du camp devant l'avancée du front soviétique. Lors de celle-ci, Primo Levi, atteint de scarlatine, est abandonné à son sort dans l'infirmerie du camp au lieu de partir pour la marche de la mort, où meurent la plupart de ses compagnons. Il parvient à survivre en créant avec deux camarades de chambrée une organisation permettant de subvenir un minimum à leurs besoins. Le 27 janvier 1945, alors qu'ils partent enterrer le premier mort de leur chambre, ils sont libérés par l'Armée rouge.
Primo Levi ne regagnera cependant pas Turin avant le 19 octobre de cette année, après avoir passé un certain temps dans le camp de transit soviétique pour anciens prisonniers des camps de Staryïa Darohi, dans l'actuelle Biélorussie. Au terme d'un long périple en compagnie d'anciens prisonniers de guerre italiens capturés sur le front russe, il traverse en train la Pologne, la Biélorussie, la Roumanie, la Hongrie, la Slovaquie, l'Autriche et l'Allemagne.

### Après Auschwitz

#### Renouer avec la vie (1945-1947)
Primo Levi revient au corso Re Umberto, où personne ne l'attend. À 26 ans, il est méconnaissable. Vêtu d'un vieil uniforme de l'Armée rouge, il a le visage bouffi par la malnutrition et mangé par une barbe hirsute. Si les mois suivants lui permettent de se reconstituer physiquement, de prendre contact avec des survivants et de chercher du travail à Milan, il est traumatisé par son expérience concentrationnaire au cours de laquelle ont péri nombre de ses amis et une personne chère à son cœur. Il raconte des histoires d'Auschwitz aux passagers qu'il rencontre dans le train. Il écrit des poèmes, dont celui qui donnera son titre à son premier livre. Lors de la fête du Nouvel An juif en 1946, il rencontre Lucia Morpurgo qui lui propose de lui apprendre à danser. Primo Levi en tombe amoureux.
Le 21 janvier 1946, il commence à travailler à la DUCO, une entreprise en peintures et vernis située en dehors de Turin. Les communications ferroviaires sont si rudimentaires qu'il doit en semaine loger dans le dortoir de l'usine. C'est là qu'il écrit, sans relâche, ses souvenirs et, sans imaginer en faire un livre, le premier jet de Si c'est un homme. D'abord tragique, son écriture sur le Lager change sous l'influence de ses sentiments pour Lucia. D'un témoignage rédigé à la première personne, il passe à une analyse scientifique. Le chimiste tente de produire avec lucidité et détachement une description de l'indescriptible. Il écrit sur tous les bouts de papier qui lui tombent sous la main, y compris les tickets de train. À la fin de février, il a rédigé l'équivalent de dix pages sur les dix jours qui séparent l'évacuation du camp par les Allemands de la libération de celui-ci par l'Armée rouge. Ce qui sera son livre est écrit pendant les dix mois qui suivent.

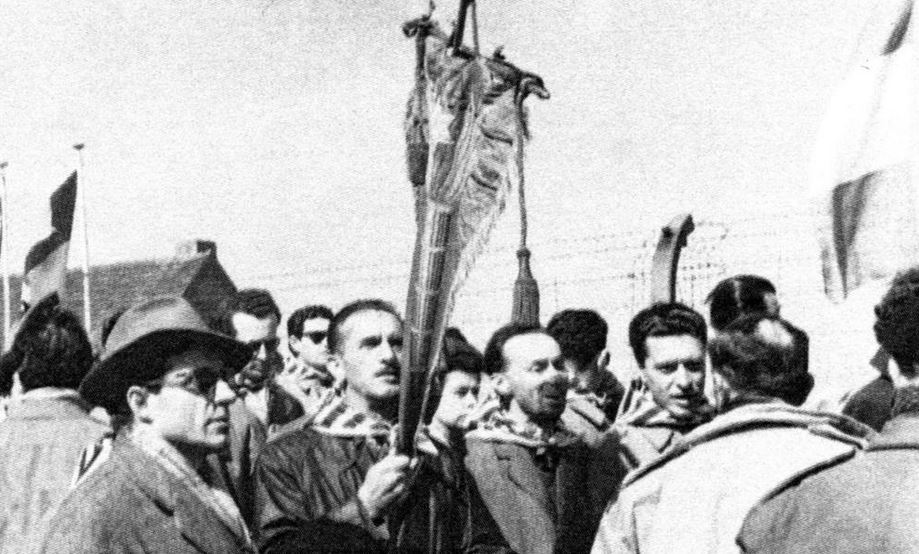
Primo Levi (au centre) lors d'une visite au mémorial du camp de Buchenwald, quelques années après sa libération.

Le 22 décembre 1946, le manuscrit est terminé. Entre-temps, Lucia a répondu à ses sentiments. Elle l'aide à reformuler son texte dans un style plus fluide. En janvier 1947, Primo Levi propose le manuscrit aux éditeurs, mais les dissensions de la guerre persistent au sein de la société et le candidat n'a pas un passé littéraire qui lui donnerait une réputation d'auteur et garantirait les ventes. C'est alors qu'un ami de sa sœur l'introduit auprès de Franco Antonicelli, antifasciste ardent et éditeur amateur, qui accepte son manuscrit.
En juin 1947, Primo Levi démissionne brutalement de DUCO pour diriger un bureau de consultant en chimie, dont les locaux sont situés au dernier étage de la maison des parents de Salmoni. Ses expériences professionnelles de cette époque feront la matière d'ouvrages ultérieurs. Il gagne sa vie en fabriquant et fournissant du chlorure d'étain pour des ateliers de miroiterie. Il livre lui-même le composé instable en triporteur jusqu'au bout de la ville. Les tentatives de fabriquer des rouges à lèvres à partir d'excrétats reptiliens et de l'émail coloré pour enduire les dents seront racontés dans des histoires courtes. Les manipulations de chimie dans le « laboratoire » emplissent l'appartement exigu d'odeurs désagréables et d'émanations corrosives.
Le 8 septembre 1947, Primo Levi épouse Lucia Morpurgo (1920-2009). Un mois plus tard, le 11 octobre, Si c'est un homme est tiré à 2 500 exemplaires.

#### Carrière de chimiste à la SIVA (1948-1960)
En avril 1948, alors que sa femme attend leur premier enfant, Primo Levi décide d'interrompre sa carrière de chimiste indépendant et postule dans l'entreprise familiale de peintures et vernis de Federico Accatti, dont les produits sont commercialisés sous le nom de SIVA. En octobre 1948 naît sa fille prénommée Lisa Lorenza en hommage à Lorenzo Perrone.
Bien que sa vie se soit indéniablement améliorée, le passé subsiste et revient souvent à lui, particulièrement lorsque l'un de ses amis d'Auschwitz a des ennuis ou meurt. Parmi ceux-ci, Lorenzo Perrone, le bienfaiteur de Primo Levi au Lager ; incapable de surmonter le passé, celui-ci a sombré dans la misère et l'alcoolisme. Il meurt en 1952 de sa propre négligence, malgré les efforts de Levi pour le tirer de sa déchéance. Autre sujet de détresse : Auschwitz, au lieu d'entrer dans l'Histoire, semble s'enfoncer dans un oubli voulu par ceux qui l'ont perpétré comme ceux qui l'ont subi, et sa dimension échappe au monde.
En 1950, ayant fait la preuve de son talent chez Accatti, il est promu directeur technique de SIVA. En sa qualité de chimiste principal de SIVA, et en vertu de sa capacité à résoudre les difficultés techniques, il réalise de nombreux voyages en Allemagne où il rencontre des homologues allemands du monde professionnel et scientifique. Il prend soin de porter des chemises à manches courtes, laissant paraître son matricule d'Auschwitz tatoué sur son avant-bras. Cela l'amène souvent à évoquer la dépravation des nazis, ainsi que le manque de repentir et de recherche de rédemption manifesté par la plupart des Allemands, dont de nombreux agents de l'exploitation de la main-d'œuvre esclave des camps.
Il milite également activement pour ne pas laisser le souvenir des camps s'éteindre, visite Buchenwald en 1954 lors du neuvième anniversaire de la libération des camps nazis, ainsi que les années suivantes, répétant inlassablement le récit de son vécu.
En juillet 1957 naît son fils prénommé Renzo en hommage à Lorenzo Perrone.
En dépit de critiques positives, dont celle d'Italo Calvino dans L'Unità, seuls 1 500 exemplaires de Si c'est un homme s'écoulent et Primo Levi est déjà catalogué comme auteur unius libri. Il devra attendre 1958 pour qu'Einaudi publie une édition révisée. En 1958 également, Stuart Woolf traduit, en collaboration étroite avec Levi, Si c'est un homme en anglais. En 1959, Heinz Riedt en fait de même en allemand, sous la surveillance serrée de l'auteur. Cette traduction s'accompagne d'une préface ; l'un des buts de Levi en écrivant son livre ayant été de faire prendre conscience à la nation allemande de l'ampleur des actes commis en son nom, et d'en accepter la responsabilité au moins partiellement, elle revêt pour lui une importance particulière. Quarante lecteurs allemands lui écriront et seront accueillis avec sympathie, à l'exception de Herr T.H. qui tente une justification teintée de révisionnisme. C'est également cette version que lira le docteur Müller, l'un des civils que Levi avait le plus souvent rencontrés à la Buna.

#### Émergence d'un auteur (1961-1974)

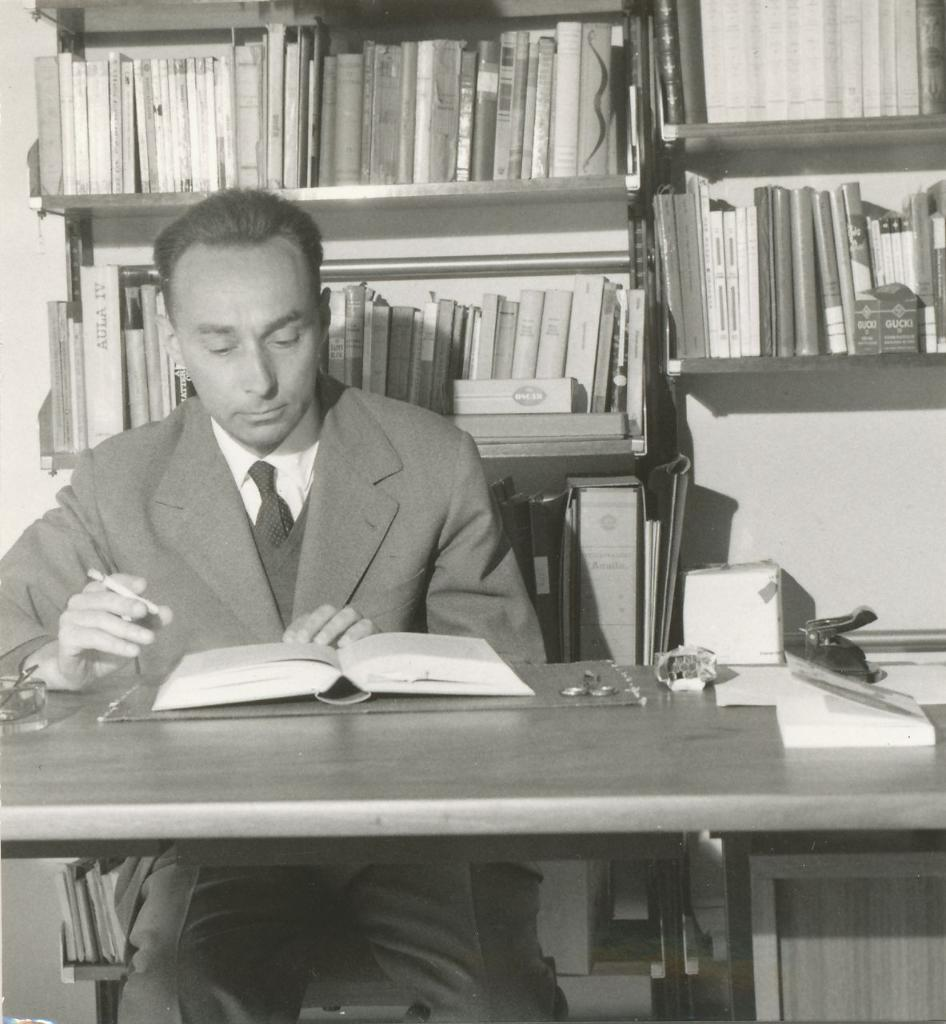
Primo Levi, assis à son bureau, en 1960.

Levi commence à écrire La Trêve, l'histoire de son retour mouvementé en Italie, en 1961 et le publie en 1963, presque seize ans après son premier livre. Le succès est au rendez-vous et l'auteur se voit décerner la même année le premier prix Campiello. La réputation de Levi, auteur de Si c'est un homme mais aussi de nombreux articles dans La Stampa, le journal de Turin, va grandissant et c'est à cette époque qu'il commence à diversifier ses sujets littéraires, évoquant l'Italie d'avant-guerre, la résistance au fascisme et son métier de chimiste.
Il connait en 1963 son premier épisode dépressif majeur. Agé de 43 ans, père de deux enfants, responsable d'un travail important, figure publique effectuant de nombreux voyages, il demeure tourmenté par son passé et est mal secouru par une médecine démunie. Dans les années 1960, la mode est au traitement chimique de l'anxiété, technique récente et mal maîtrisée. Les anxiolytiques prescrits sont d'efficacité variable et les effets secondaires sont importants.
En 1964, Primo Levi collabore à une émission radiophonique de la RAI consacrée à Si c'est un homme. En 1966, son livre est adapté au théâtre. Il publie deux volumes de courts récits de science-fiction, Storie naturali (Histoires naturelles, 1966) et Vizio di forma (Vice de forme, 1971), sous le nom de plume de Damiano Malabaila, où il explore des questions éthiques et philosophiques, imaginant l'impact sur la société d'inventions que beaucoup auraient jugées bénéfiques, mais en lesquelles il voit des implications sérieuses.
En 1974, il prend une semi-retraite afin de se consacrer à l'écriture et de se soulager de ses responsabilités à la SIVA.

#### Carrière d'écrivain (1975-1987)
En 1965 paraît une collection des poèmes de Levi sous le titre de L'osteria di Brema. Il écrit également deux autres mémoires fort bien accueillis, le Système périodique, faisant référence avec une ironie propre à l'auteur au tableau périodique de Mendeleïev, où chaque élément recèle un moment de la vie du chimiste juif turinois, et, en 1978, Lilith, où il revient sur des personnages et moments d'Auschwitz qu'il n'a pas évoqués dans ses livres précédents. Le Système périodique a été salué par le Royal Institute de Londres, le 19 octobre 2006, comme « le meilleur livre de science jamais écrit. »
En 1978, il écrit le roman La chiave a stella (La Clé à molette), un livre qui est un dialogue, lors d'un séjour dans une ville russe, entre l'auteur et un technicien turinois, qui est envoyé en déplacement dans le monde entier pour l'installation de machineries industrielles, dans le cadre des grands projets d'ingénierie, où dans les années 1960 et 1970 les entreprises italiennes sont souvent impliquées. Pour l'auteur, la fierté du travail bien fait est nécessaire à une vie épanouie. Primo Levi doit alors faire face aux critiques de la gauche, car son approche élégiaque du travail comme moyen d'épanouissement personnel néglige les aspects les plus sordides de l'exploitation ouvrière, ainsi que toute critique sociale. Néanmoins, le livre lui vaut le prix Strega en 1979, et un succès auprès des lecteurs à l'avenant.
En 1982, il publie un autre roman, Se non ora, quando? (Maintenant ou jamais), s'inspirant d'une rencontre, brièvement mentionnée dans La Trève avec un groupe de sionistes qui avaient accroché leur wagon au train des rapatriés italiens. Maintenant ou jamais relate les tribulations d'un groupe de partisans juifs évoluant derrière les lignes allemandes durant la Seconde Guerre mondiale, cherchant à lutter contre l'occupant et survivre. Lorsque l'idée de gagner la Palestine et de participer à la construction du foyer national juif devient clairement leur objectif, l'équipée gagne la Pologne puis l'Allemagne, avant que les survivants du groupe ne soient officiellement reçus dans un territoire aux mains des Alliés en tant que personnes déplacées. Ils parviennent à rejoindre l'Italie, pénultième étape sur le chemin vers la Palestine. Le roman est récompensé par les prix Campiello et Viareggio.
Primo Levi est alors au faîte de sa célébrité en Italie. La Trève est incluse dans le programme scolaire italien. Si c'est un homme est suivi d'un carnet résultant des discussions avec les étudiants et se lit à l'étranger. En 1985, Primo Levi se rend aux États-Unis pour un cycle de conférences de 20 jours, qui l'éprouve fortement. En revanche, l'URSS boude ses livres, parce que les soldats russes sont présentés comme trop humains en égard aux canons héroïques des Soviets. En Israël, où la société israélienne ne prend conscience de l'ampleur de la Shoah qu'avec le procès d'Eichmann à Jérusalem et est longtemps ambivalente face à ces Juifs dont on dit qu'ils se sont laissés mener à l'abattoir sans résistance, ses livres ne seront traduits qu'après sa mort.
En 1985 paraît un recueil d'articles précédemment publiés dans La Stampa, sous le titre L’altrui mestiere (inclus en français dans L'Asymétrie et la Vie). S'y trouvent des fictions courtes, des réflexions sur des curieux phénomènes naturels, ou des revues de livre. Parmi ces dernières, figure son analyse de l'autobiographie de Rudolf Höss, insérée en introduction à la publication de l'édition italienne. Il y dénonce la tentative faite par Höß (Rudolf Franz Ferdinand Höss) pour se reconstruire un passé d'exécutant servile, entré au NSDAP par enthousiasme, arrivé à Auschwitz par ignorance et tentant d'obéir aux ordres avec « conscience ».
En 1986, il publie I sommersi e i salvati (Les naufragés et les rescapés). Écrit « quarante ans après Auschwitz, » le livre revient sur son expérience concentrationnaire, d'un point de vue analytique plutôt que biographique, s'interrogeant sur la fidélité de la mémoire, tentant de comprendre la « zone grise » dans laquelle se trouvaient les prisonniers des camps collaborant au régime, de la place de l'intellectuel à Auschwitz. Comme dans ses autres livres, il n'émet pas de jugement, présente les faits et pose les questions. En 1986, il publie Racconti e saggi (également inclus dans L'Asymétrie et la Vie).
En avril 1987, il travaille sur une autre sélection d'essais appelés Le Double Lien, qui prennent la forme d'une correspondance épistolaire avec « La Signorina ». Ces essais portent sur des thèmes très personnels. Cinq ou six chapitres du manuscrit existent. Carole Angier, qui a consacré une biographie à Primo Levi, écrit en avoir lu quelques-uns, mais la majorité, distribuée par Levi à des amis proches, n'a pas été rendue publique, et certains pourraient même avoir été détruits.

### Décès
Primo Levi meurt le 11 avril 1987 à la suite d'une chute qu'il fit dans l'escalier intérieur de son immeuble. La plupart de ses biographes, notamment Carole Angier et Ian Thomson, abondent dans le sens du légiste, qui conclut que Levi s'est suicidé. Lui-même avait déclaré souffrir de dépression. Des facteurs de risque auraient pu être sa responsabilité envers sa mère et sa belle-mère, le fait de partager le même logement et son passé de déporté.
Cependant, un sociologue d'Oxford, Diego Gambetta, a établi douze ans plus tard un dossier détaillé remettant en cause ce qu'il considère comme un lieu commun. Selon Gambetta, la thèse du suicide de Primo Levi n'est étayée ni par des faits ni par des preuves indirectes. Levi n'a pas laissé de lettre d'adieux, et n'a jamais fait part d'idées noires. En outre, des documents et témoignages semblent indiquer qu'il avait des projets avant sa mort. Diego Gambetta penche donc pour une mort accidentelle. Son ami et médecin, David Mendel, affirme qu'il est possible que Primo Levi soit tombé à la suite d'un étourdissement provoqué par les antidépresseurs qu'il prenait à l'époque.
La question de la mort de Primo Levi est importante. En effet, son œuvre est communément interprétée comme une puissante affirmation de la vie face à des puissances violentes et guerrières organisées. Le fait qu'il soit mort volontairement ou par accident constitue donc un commentaire final sur la validité de son propre message, lucide, positif et humaniste. L'interprétation d'Elie Wiesel, qui défend la thèse du suicide, a été acceptée jusqu'à ce jour, sans que l'on sache encore si elle est fondée sur des faits ou sur une intuition personnelle.

## Thèmes de son œuvre

### Le caractère d'Auschwitz
Primo Levi a écrit Si c'est un homme car survivre et témoigner sont pour lui inextricablement liés. Lisant de nombreux témoignages, assistant à de nombreuses réunions d'anciens déportés, se rendant dans plus de 130 écoles, il devient une figure symbolique, non seulement de la victime juive du fascisme italien, mais surtout de la lutte contre le fascisme.
Selon Levi, les agents de la Shoah ont, outre leur tentative d'annihilation totale d'un peuple indépendant par une race dite « supérieure », sciemment calculé que cette tentative tomberait dans le déni ou l'oubli une fois la guerre terminée, alors qu'il s'agissait, et Primo Levi le répète à plusieurs reprises, d'un terrain expérimental pour une entreprise hautement organisée et mécanisée, qui a poussé la récupération des sous-produits jusqu'à l'utilisation des cendres produites par la crémation des corps pour construire des routes. Le camp d'Auschwitz n'était pas un acte isolé mais un prototype qui aurait été appliqué à l'Europe entière si Hitler avait gagné la guerre.
L'auteur lutta farouchement auprès du public, et de la jeunesse surtout, contre toute tentative de banalisation ou de révisionnisme des camps, décriant le négationnisme de Robert Faurisson, et rejetant toute proposition d'équivalence entre Goulag soviétique et Lager nazi après la publication de l'Archipel du Goulag et autres œuvres d'Alexandre Soljenitsyne à la fin des années 1960. Bien qu'il s'agisse effectivement de « deux types d'enfer», qu'on y soit soumis à des conditions de travail inhumaines, avec une pitance dérisoire en inadéquation totale avec la charge de travail, Levi estime que leur nature est différente, personne n'étant censé sortir du Lager, alors que ce n'était pas le cas du Goulag, et que la mortalité dans le goulag s'élevait à 30 % au pire contre 90-98 % dans les camps nazis. De plus, le « crime » d'être Juif ne pouvait être effacé, étant considéré comme affaire de « race », c'est-à-dire de naissance, plutôt que de religion et, « cas unique parmi toutes les atrocités de l'histoire de l'humanité », touchait même les enfants qui furent massacrés par milliers.

### La judéité
Primo Levi, ainsi que la plupart des intellectuels juifs de Turin, connaissait la Torah, mais n'était ni religieux ni croyant. Ce sont les lois raciales du fascisme qui lui font prendre conscience de l'importance que revêt sa judéité. C'est par l'évocation de celle-ci qu'il commence le Système périodique, retraçant un bref historique de ses folkloriques ancêtres juifs piémontais, ainsi que l'anthologie personnelle La Recherche des racines contenant l'extrait du livre de Job, celui qui remet en question les actions d'un Dieu qu'il s'est peut-être inventé, un thème qui revient également dans sa préface au Chant du peuple juif assassiné d'Ytshak Katznelson. Le Juif agnostique qu'il est, ne sera tenté de faire appel à Dieu qu'une seule fois, lors d'une sélection (Selektion). Puis, « réalisant la monstruosité de la chose », il y renonce tout aussi vite, et fustige un de ses codétenus, qui remercie Dieu de ne pas avoir été « choisi ».

### Traduire
Primo Levi n'a eu de cesse d'essayer de comprendre à partir de sa formation scientifique ce qu'on ne saurait excuser. Écrire sur un tel objet, c'est traduire en mots ce qui n'en a pas. Inversement, la déportation, la tentative d'anéantissement de l'humain, est une forme extrême et criminelle de « traduction radicale ».
Qu'il s'agisse de faits biographiques, de réflexion philosophique ou de fiction narrative, l'écriture de Primo Levi, auteur d'un essai intitulé Traduire et être traduit, est un exercice d'interprétation et de transformation d'un discours « autre ». Elle est à lire à travers les effets que produit la traduction sur l'œuvre littéraire.

## Style littéraire
Primo Levi ne possède pas un style littéraire particulier et n'appartient à aucun mouvement artistique. En effet, il ne commença à écrire qu'après sa détention à Auschwitz. Dans la préface à son récit Si c'est un homme, il écrit : « Je suis conscient des défauts de structure de ce livre ». Il fait néanmoins preuve d'une grande finesse d'analyse psychologique, et sa langue sobre et précise évoque les expériences les plus extrêmes sans jamais verser dans le pathos. Sa vocation primordialement scientifique confère en outre à certains de ses ouvrages une forte originalité. D'ailleurs, le style quasi scientifique de Levi à propos de son expérience à Auschwitz ne laisse pas paraître de haine envers ses bourreaux. Cela a amené certains commentateurs à suggérer qu'il leur avait pardonné bien que Levi ait démenti ce point de vue.

## Œuvres
| Titre                                                     | Années       | Type                   | Traduction française                                | Prix           |
| --------------------------------------------------------- | ------------ | ---------------------- | --------------------------------------------------- | -------------- |
| Se questo è un uomo                                       | 1947 et 1958 | Témoignage             | Si c'est un homme                                   |                |
| La tregua                                                 | 1963         | Mémoires               | La Trêve                                            | Prix Campiello |
| Storie naturali (sous le pseudonyme de Damiano Malabaila) | 1966         | Histoires courtes      | Histoires naturelles                                | Prix Bagutta   |
| Vizio di forma (sous le pseudonyme de Damiano Malabaila)  | 1971         | Histoires courtes      | Vice de forme                                       |                |
| Il sistema periodico                                      | 1975         | Histoires courtes      | Le Système périodique                               |                |
| L'osteria di Brema                                        | 1975         | Poésie                 | la taverne à Brême                                  |                |
| Lilìt e altri racconti                                    | 1978         | Histoires              | Lilith                                              |                |
| La chiave a stella                                        | 1978         | Roman                  | La Clé à molette                                    | Prix Strega    |
| La ricerca delle radici                                   | 1981         | Anthologie personnelle | La Recherche des racines                            |                |
| Se non ora, quando?                                       | 1982         | Roman                  | Maintenant ou jamais                                |                |
| Dialogo                                                   | 1984         | Entretiens             | Dialogue (avec le physicien Tullio Regge)           |                |
| L'altrui mestiere                                         | 1985         | Essais                 | Compilé dans L'Asymétrie et la Vie                  |                |
| I sommersi e i salvati                                    | 1986         | Essais                 | Les Naufragés et les Rescapés                       |                |
| Racconti e Saggi                                          | 1986         | Contes et réflexions   | Le Fabricant de miroirs                             |                |
|                                                           | 1995         | Entretiens             | Le Devoir de mémoire                                |                |
| L'asimmetria e la vita                                    | 2002         | Articles               | L'Asymétrie et la Vie                               |                |
| Io che vi parlo. Conversazione con Giovanni Tesio         | 2016         | Entretiens             | Moi qui vous parle (entretiens avec Giovanni Tesio) |                |
| Auschwitz, Città tranquilla                               | 2022         | Essais                 | Auschwitz, ville tranquille                         |                |

### Compilation
- Œuvres, Paris, Robert Laffont, coll. « Bouquins », 2005

### Arts plastiques
Alors qu’il travaille à la SIVA à Settimo Torinese de 1947 à 1954, il réalise des statues en fil de fer représentant à la fois des animaux et des créatures fantastiques qui ont inspiré l’auteur comme le centaure.
En 2019, à l’occasion du centenaire de la naissance de l’écrivain, le GAM de Turin organise dévoile pour la première fois ces statues à travers l’exhibition « Figure », en collaboration avec le Centro Internazionale di Studi Primo Levi,,.

## Au cinéma
En 1997, dix ans après la disparition de Primo Levi, le metteur en scène Francesco Rosi a adapté le récit La tregua dans le film La Trêve, interprété par l’acteur américain John Turturro.
En 2007, Richard Wilson adapte au cinéma sous le nom de PRIMO, Si c'est un homme avec Antony Sher comme unique acteur.